# Macrostylis bifurcatus
Macrostylis bifurcatus är en kräftdjursart som beskrevs av Menzies1962. Macrostylis bifurcatus ingår i släktet Macrostylis och familjen Macrostylidae. Inga underarter finns listade i Catalogue of Life.